# Lloyd Casner
Lloyd Perry "Lucky" Casner, född den 30 augusti 1928 i Miami, Florida, död den 10 april 1965 i Le Mans, Frankrike, var en amerikansk racerförare.
Casner startade racingstallet Casner Motor Racing Division och tävlade själv. Största framgången som förare blev segern i Nürburgring 1000 km 1961, tillsammans med Masten Gregory. Casner förolyckades i samband med träningen inför Le Mans 24-timmars 1965.